# 法務部調查局
24°58′11.9″N 121°32′19.09″E / 24.969972°N 121.5386361°E
法務部調查局，簡稱調查局，是中華民國的犯罪偵查與情報機構，隸屬於法務部。總部位於臺灣新北市新店區，於省及直轄市設有調查處與航業調查處，於各縣市設立調查站。負責執行維護國家安全與偵辦重大犯罪之工作；另於北部、中部、南部、東部等4個地區設立機動工作站（舊稱「機動組」），作為專責辦案單位。

## 歷史
1928年1月，國民革命軍總司令部聯絡參謀戴笠成立「國民革命軍總司令部密查組」，專司國民革命軍北伐前線軍事情報之調查蒐集，為中華民國最初的情報調查組織。
1932年9月，國民政府再成立「國民政府軍事委員會調查統計局」（簡稱“軍統”），下轄二處：第一處負責中國國民黨黨務，第二處負責情報。
1937年開始對日抗戰，軍統重組：軍統局第一處改為「中國國民黨中央執行委員會調查統計局」（簡稱「中統」），為中國國民黨中央執行委員會所屬機構；原軍統改為專責軍事情報（今國防部軍事情報局）。
中國抗日戰爭勝利後，1947年4月17日，中國國民黨中央執行委員會決議撤銷中統局。:8336隨後，中統局更名為中國國民黨黨員通訊局（簡称“黨通局”），局長仍為葉秀峰。為减轻国民党各级党部机构膨胀、党费开支过大，党通局的领导机关和党派调查室留在各级党部内，其他单位转移至各政府部门（如国民政府主计处统计局第六、七科，内政部第四处，经济部特种经济调查处），但实际还是由党通局领导。
1949年4月，黨通局改隸中華民國內政部，更名為內政部調查局；同年12月，調查局隨中華民國政府遷台。1955年，國防部保密局改組為國防部情報局，保防偵查等業務撥歸調查局。
1956年6月1日調查局改隸司法行政部（今法務部）而更名為司法行政部調查局，1980年8月1日再隨司法行政部更名為法務部而更名為法務部調查局。
1997年4月23日，依據行政院核定之《法務部調查局洗錢防制中心設置要點》，調查局成立「洗錢防制中心」，執行金融情報中心及防制洗錢所涉相關業務。1998年6月，艾格蒙聯盟第六屆年會，調查局洗錢防制中心加入艾格蒙聯盟。2007年12月19日，總統令公布《法務部調查局組織法》，第2條第7款明定調查局掌理「洗錢防制事項」，第3條明定調查局設「洗錢防制處」。

## 歷任局長
| 任次     | 姓名                | 就任日期       | 卸任日期       | 備註 |
| -------- | ------------------- | -------------- | -------------- | --- |
| 1        | 季源溥              | 1949年5月      |                | 內政部調查局第一任局長。 |
| 2        | 張慶恩              | 1958年4月1日   |                | 內政部調查局第二任局長。 |
| 3        | 沈之岳（1913-1994） | 1964年6月2日   | 1978年1月      | 1964年在台灣組建司法行政部調查局，並擔任調查局首任局長，被稱為「調查局之父」。 |
| 4        | 阮成章              | 1978年1月      | 1984年6月      | |
| 5        | 翁文維              | 1984年7月      | 1989年5月      | 首位從基層做起，內部調升的調查局長。 |
| 6        | 吳東明              | 1989年5月      | 1995年2月      | 美國普渡大學機械工程博士，首位擁有博士學歷的調查局長。 |
| 7        | 廖正豪（1946-2022） | 1995年2月      | 1996年6月      | 首位本省籍调查局长，首位文人出身的調查局長，後任法務部部長。 |
| （代理） | 程泉                | 1996年6月      | 1996年6月      | 調查局首席副局長代理。 |
| 8        | 王榮周              | 1996年6月      | 1998年3月      | |
| 9        | 王光宇              | 1998年7月      | 2001年8月      | |
| 10       | 葉盛茂（1943-）     | 2001年8月      | 2008年7月      | 首位卸任後被起訴的前調查局長。 |
| 11       | 吳瑛                | 2008年7月      | 2010年7月      | 因健康因素提前退休。 |
| 12       | 張濟平              | 2010年7月16日  | 2012年7月16日  | 國立臺灣大學法律學系畢業，1970年以第一名考進調查局，調查班八期第一名結業，又是調查局特考榜首，號稱「三冠王」局長。從基層調查員幹起，曾任屏東縣調查站主任、台北縣調查站主任、高雄市調查處處長、調查局第一處處長。                                                                       |
| 13       | 王福林              | 2012年7月16日  | 2014年5月5日   | 淡江大學德語學系、逢甲大學公共政策研究所畢業，調查班第12期結業。曾任台中市調查站主任、調查局國際事務處處長、台北市調查處處長、調查局副局長。 |
| 14       | 汪忠一              | 2014年5月5日   | 2016年8月5日   | 國立台灣海洋大學海洋環境資訊學系畢業，英國劍橋大學研究生，調查班第16期結業。曾任駐美代表處秘書、駐南非大使館秘書、台灣省調查處新竹市調查站主任、法務部調查局科長、調查局專門委員、調查局秘書室主任、調查局公共事務室主任、調查局國際事務處處長、調查局洗錢防制處處長，後任駐捷克代表。 |
| 15       | 蔡清祥              | 2016年8月5日   | 2018年7月15日  | 首位檢察官出身調查局長。東吳大學法學院法學士，中國文化大學法律研究所法學碩士畢業。於花蓮地檢署主任檢察官時曾偵辦中國國民黨魏木村及魏東河等集體做票事件，曾任臺灣高等法院檢察署檢察官、法務部檢察司司長、法務部主任秘書、法務部常務次長、最高法院檢察署檢察官，後升任法務部部長。       |
| （代理） | 林玲蘭              | 2018年7月16日  | 2018年9月19日  | 調查局首席副局長代理。 |
| 16       | 呂文忠              | 2018年9月20日  | 2021年11月15日 | 曾任法務部法制司司長、台灣宜蘭地方法院檢察署檢察長、台灣高等法院檢察署檢察官、台灣士林地方法院檢察署主任檢察官、法務部行政執行署署長。 |
| 17       | 王俊力              | 2021年11月15日 | 2024年5月27日  | 中正預校第一期，政戰法律系72年班、政大法律研究所畢業，司法官訓練所29期結業；曾任法務部檢察司司長、福建連江地方檢察署檢察長、臺灣澎湖地方檢察署檢察長、臺灣橋頭地方檢察署檢察長、臺灣桃園地方檢察署檢察長。                                                                             |
| 18       | 陳白立              | 2024年5月27日  | 現任           | 東海大學法律系畢業，調查局調查班第30期結業；曾任國安站秘書、副主任、臺北市調查處中山調查站主任、新竹縣調查站主任、新北市調查處副處長、國家安全維護處處長。 |

## 組織[4]
- 局長一人，職務列簡任第十三至十四職等
  - 副局長三人，職務列簡任第十二職等
    - 主任秘書，職務列簡任第十一職等至十二職等

### 局本部單位
| 行政單位 - 秘書室 - 人事室 - 會計室 - 政風室 附屬單位 - 幹部訓練所（展抱山莊） | 業務單位 - 國家安全維護處 - 廉政處 - 經濟犯罪防制處 - 毒品防制處 - 洗錢防制處 - 資通安全處 - 國內安全調查處 - 保防處 | - 國際事務處 - 兩岸情勢研析處 - 諮詢業務處 - 鑑識科學處 - 通訊監察處 - 督察處 - 總務處 - 公共事務室 |

### 所屬調查處（站）

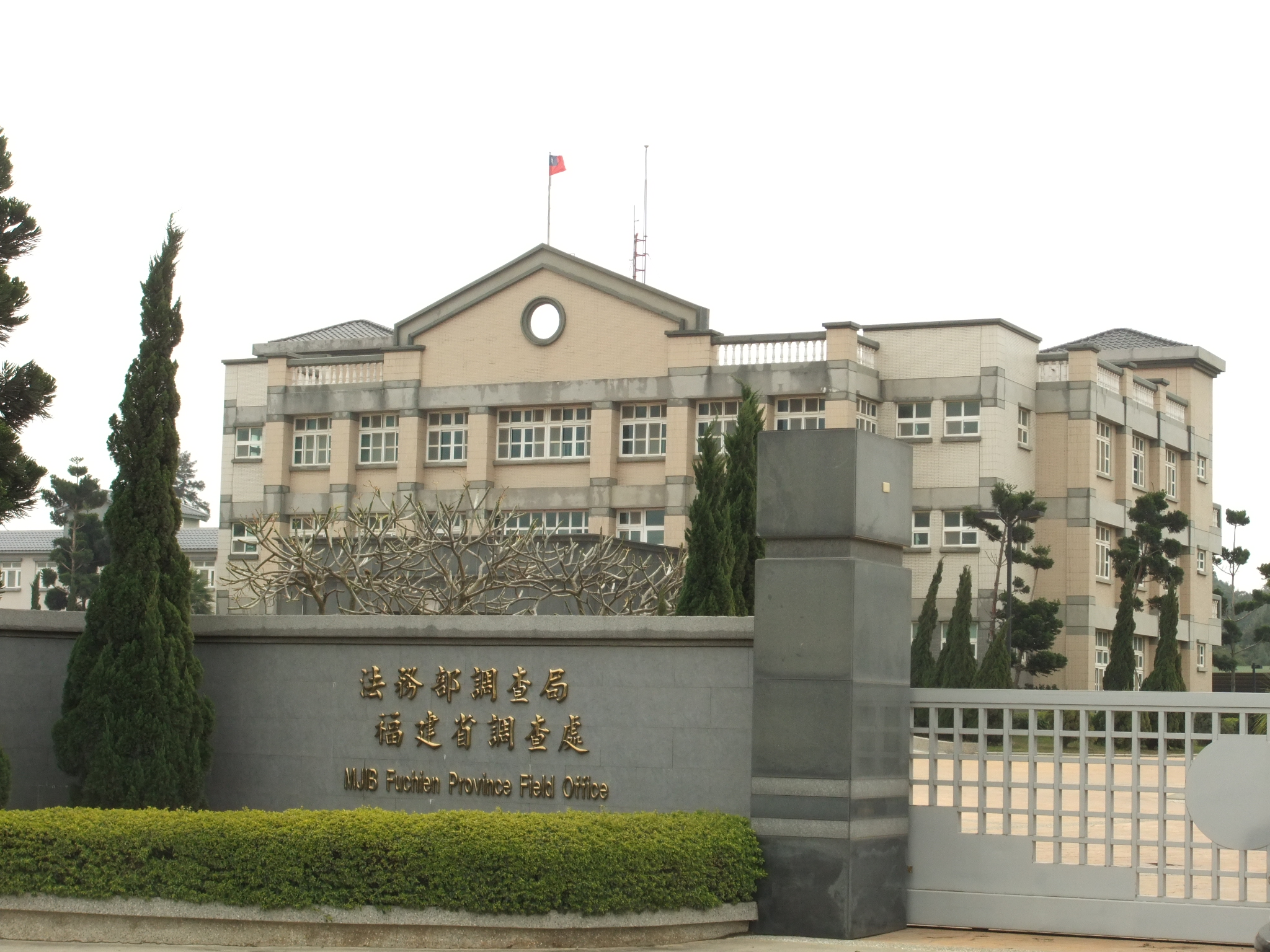
福建省調查處

| 省市調查處 - 福建省調查處 - 臺北市調查處 - 新北市調查處 - 桃園市調查處 - 臺中市調查處 - 臺南市調查處 - 高雄市調查處 | 縣市調查站 - 基隆市調查站 - 新竹市調查站 - 新竹縣調查站 - 苗栗縣調查站 - 彰化縣調查站 - 南投縣調查站 - 雲林縣調查站 - 嘉義市調查站 - 嘉義縣調查站 - 屏東縣調查站 - 宜蘭縣調查站 - 花蓮縣調查站 - 臺東縣調查站 - 澎湖縣調查站 - 馬祖調查站 | 其他調查單位 - 航業調查處 - 航業調查處基隆調查站 - 航業調查處臺中調查站 - 航業調查處高雄調查站 - 北部地區機動工作站（又稱北部機動組、北機組） - 中部地區機動工作站（又稱中部機動組、中機組） - 南部地區機動工作站（又稱南部機動組、南機組） - 東部地區機動工作站（又稱東部機動組、東機組） - 國家安全維護工作站 - 資安工作站 - 認知戰研究中心 |

## 職責
依據《法務部調查局組織法》之規定，調查局負責業務包括兩大任務與一項工作。 
兩大任務：法務部調查局是中華民國的司法調查機關，主要任務為維護國家安全與偵辦重大犯罪，包括防制內亂罪與外患罪；保護國家機密；協同國安局、國防部對抗來自境外的資訊戰與認知作戰（國防部、外交部與陸委會處理境外、調查局配合數發部鎖定境內在地協力者及有用的白痴）、貪瀆防制和賄選查察、國內安全調查，以及防制非法槍械、毒品、組織犯罪、詐騙集團與洗錢等。
一項工作：法務部調查局為有效打擊犯罪，設立鑑識科學、資通安全等專業單位，以提升維護國家全及偵辦重大犯罪之能力。除此之外，亦受理民間服務工作，如親緣與DNA比對、焚毀鈔票的鑑定，貨幣、酒類等真假辨別（藉以追查偽鈔與假酒來源）等。
在資通安全處下設有資安實驗室，2006年建置完成，同年12月26日經總統陳水扁揭牌後啟用，為台灣首座數位鑑識實驗室。於2013年11月28日正式通過ISO/IEC 17025國際認證規範，係率先取得財團法人全國認證基金會（Taiwan Accreditation Foundation；TAF）認可之具備「資訊重現」能力之鑑識科學實驗室。服務項目包括：電腦鑑識、數位資料儲存媒體鑑識、行動裝置鑑識、多媒體檔案鑑識、毀損硬碟資料回復。

## 選任
與一般公務員之高普考不同，須經公務人員特種考試法務部調查局調查人員考試方可入選。
三等考試
- 調查工作組（選試英語、德語、法語、西班牙語、阿拉伯語、日語、韓語、俄語）
- 法律實務組
- 財經實務組
- 化學鑑識組
- 醫學鑑識組
- 電子科學組
- 資訊科學組
- 營繕工程組

四等考試
- 調查工作組
- 財經實務組

考試類組暫定需用名額等考試訊息，仍須俟請辦考試計畫經考試院會議審議通過後，再予公告。（約於4月間）

## 外部連結
- 官方网站
- 法務部調查局的Facebook專頁